# Bedmar y Garcíez
Bedmar y Garcíez es un municipio español de la provincia de Jaén (Andalucía) situado en la Comarca de Sierra Mágina, con una población de 2571 habitantes (INE 2024). Hasta 1975, tanto Bedmar como Garcíez eran municipios independientes.

## Espacios naturales
Municipio situado en la campiña alta jiennense, en el margen izquierdo del río Guadalquivir con un clima Mediterráneo de tipo continental con temperaturas suaves.
Bedmar se encuentra en la Serrezuela de Bedmar, donde destaca el pico Cueva del Aire (1309 m). El sur del término municipal se encuentra en plena Sierra Mágina, donde destacan los picos de Carboneras (1511 m) y el Carluco (1441 m). Señalar en paisaje kárstico que observamos en su Serrezuela y en la Sierra de Cuadros. Se puede recorrer el parque natural de Sierra Mágina, un entorno con un gran valor ecológico y paisajístico, con un clima que favorece la diversidad de flora y fauna con algunas especies endémicas como el sapo partero ibérico (alytes dickhillenii). El río Cuadros o Bedmar, situado en el paraje de Cuadros a 4 km del pueblo, es un típico río de montaña con bosque de galería de adelfas, es uno de los mayores adelfales de Europa y en estos momentos se encuentra con un expediente abierto para declararlo patrimonio natural. En el Sendero de los Adelfares se encuentra ubicado el Santuario de la Virgen de Cuadros, el Torreón, el molino de batán, las cuevas y el nacimiento del Sistillo.
A partir del Torreón de Cuadros el valle se abre hacia el norte y riega las huertas de sus orillas, llegando hasta Garcíez y Jimena para desembocar en el Guadalquivir. La parte norte del municipio, donde se encuentra Garcíez se trata de un paisaje de suaves desniveles con una altura media de 300 m en la campiña del Alto Guadalquivir.

## Historia
El poblamiento de esta zona hunde sus raíces en la prehistoria y ha dejado bellas huellas en sus calles y gentes. Bedmar fue un importante “castro romano”, en el que posteriormente se asentaron visigodos y musulmanes.
Los orígenes de Bedmar los podemos remontar a la época de los íberos, que después servirá de asiento a los romanos y visigodos. Pero será la ocupación árabe del territorio, la que dé entidad a Bedmar, al asentarse junto a la Serrezuela y construir la Villa Vieja. En 1411 la Orden de Santiago edifica el Castillo Nuevo siguiendo las nuevas técnicas defensivas y que ya no podrán tomar las tropas nazaríes. La conquista definitiva castellana se realizó en 1431, tras frecuentes cambios de mano, como consecuencia de la estratégica situación en la frontera nazarí.
Garcíez fue cedida a Fernando III en 1224 en la rendición de Baeza debido a su posición defendiendo el río Bedmar.
Los Reyes Católicos concedieron a Bedmar el título de villa en 1494. En 1510 está documentado que algunos bedmareños acompañaron a Don Pedro de Alvarado en su expedición a América.
Problemas de insalubridad harán que a finales del siglo XVI se traslade la villa de Garcíez a las inmediaciones de castillo, a su actual emplazamiento.
El siglo XVII fue negativo para ambas villas, mermando la población y empobreciéndose fruto de la coyuntura de crisis generalizada. La lenta recuperación se fue produciendo durante el siglo XVIII.
El siglo XIX trajo como novedad la expansión del sindicalismo y de la lucha de clases, como respuesta de una realidad que hacía que la mayoría de la población de ambas localidades fuese jornalera. En 1909 la revista Nuevo Mundo recogía una agresión por uno de los jornaleros al marqués de la Laguna, suegro del marqués de Viana, en la iglesia de Garcíez. En las primeras décadas del siglo XX Garcíez y Moratalla (Hornachuelos) son las dos propiedades agrícolas en las que más invierte su propietario José de Saavedra y Salamanca, figura clave en la corte del rey Alfonso XIII. En el caso de Garcíez el marqués de Viana realiza compras de parcelas colindantes propiedad de su mujer y adquiere una bomba fabricada en Inglaterra para las instalaciones hidráulicas en la finca que comprendía de 1639 ha y más de 400 trabajadores. En 1926 el rey Alfonso XIII realizó una visita a Jaén y Úbeda, visitando además Garcíez junto con el marqués de Viana e interesándose por los olivares y las infraestructuras para la producción de aceite, inaugurando el molino de la hacienda La Laguna.
En 1975 se fusionan los municipios de Bedmar y Garcíez a petición de Bedmar.

## Demografía
Cuenta con una población de 2571 habitantes (INE 2024).
| Gráfica de evolución demográfica de Bedmar y Garcíez entre 1981 y 2021 |
| |
| Población de derecho según los censos de población del INE. Población de hecho según los censos de población del INE.En 1975 aparece este municipio porque se fusionan los municipios Bédmar y Garcíez. |

## Economía
La agricultura es el principal generador de riqueza y empleo. Señalar las 13 000 ha de olivar para la producción de aceite de oliva, con las envasadoras y almazaras SCA Bedmarense y SAT Virgen del Camino con la certificación de la Denominación de Origen Sierra Mágina.

## Comunicaciones
La población de Bedmar se encuentra en la A-320 que comunica con Jaén por la A-316 y con Úbeda por la A-401. Además, la JV-3032 se accede a Baeza. Las poblaciones de Garciez y Bedmar quedan conecatadas por la JV-9014. Desde Garcíez se accede a Úbeda por la JV-3032 y a Mancha Real por la A-320.
En autobús tiene servicio con Jaén y con Úbeda.
La estación de tren más cercana es la estación de Jódar-Úbeda.

## Administración y política

### Elecciones municipales
| Elecciones municipales desde 1979                      |      |      |      |      |      |      |      |      |      |      |      |      |
|                                                        | 1979 | 1983 | 1987 | 1991 | 1995 | 1999 | 2003 | 2007 | 2011 | 2015 | 2019 | 2023 |
| PSOE                                                   | 7    | 7    | 7    | 7    | 8    | 8    | 6    | 7    | 6    | 8    | 9    | 6    |
| AP/PP                                                  | -    | 4    | 3    | 2    | 2    | 3    | 5    | 4    | 5    | 3    | 2    | 5    |
| PCE/IU                                                 | 0    | -    | 1    | 2    | 1    | -    | -    | 0    | -    | 0    | -    | -    |
| UCD                                                    | 4    | -    | -    | -    | -    | -    | -    | -    | -    | -    | -    | -    |
| PA                                                     | -    | -    | -    | -    | -    | -    | -    | -    | 0    | -    | -    | -    |
| En negrilla el partido más votado                      |      |      |      |      |      |      |      |      |      |      |      |      |
| Fuente: Datos de las elecciones municipales desde 1979 |      |      |      |      |      |      |      |      |      |      |      |      |

### Alcaldía
| Periodo   | Nombre                                                     | Partido |
| --------- | ---------------------------------------------------------- | ------- |
| 1979-1983 | Francisco Amezcua Medina                                   | PSOE    |
| 1983-1987 | Antonio Ruiz Salazar                                       | PSOE    |
| 1987-1991 | Antonio García Martínez 1988: Francisco Reyes Martínez     | PSOE    |
| 1991-1995 | Francisco Reyes Martínez                                   | PSOE    |
| 1995-1999 | Francisco Reyes Martínez 1995: María Dolores Jiménez Gámez | PSOE    |
| 1999-2003 | María Dolores Jiménez Martínez                             | PSOE    |
| 2003-2007 | Rafael García Navarrete                                    | PSOE    |
| 2007-2011 | Rafael García Navarrete 2009: Micaela Valdivia García      | PSOE    |
| 2011-2015 | Micaela Valdivia García                                    | PSOE    |
| 2015-2019 | Juan Francisco Serrano Martínez                            | PSOE    |
| 2019-2023 | Juan Francisco Serrano Martínez 2020: Pablo Ruiz Amezcua   | PSOE    |
| 2023-act. | Enrique Carreras Fresno                                    | PSOE    |

## Servicios

### Educación
En Bedmar se encuentran el CEIP Virgen de Cuadros y el IES Accabe. En Garcíez se encuentra el CEIP San Marcos.

### Sanidad
Cuenta con el Consultorio de Bedmar y se encuentra en el Área de Gestión Sanitaria Nordeste de Jaén.

## Patrimonio monumental
Son Bienes de Interés Cultural los siguientesː
- Castillo Viejo de Bedmarː fortaleza de Al-Manzar o del Mirador: construida por Uabys Ben al-Saliya al final del siglo IX, levantado en la Serrezuela adaptándose a las irregularidades del terreno.
- Castillo Nuevo de Bedmarː de principios del siglo XV, construido por la Orden de Santiago adaptado a las nuevas técnicas de defensa. Fue enajenado a la Orden en 1562 y vendido por Felipe II a Don Alonso de la Cueva.
- Castillo de Garcíezː se observan algunos muros de mampostería en un emplazamiento sobre un cerro de fácil defensa.[13]
- El torreón árabe de Cuadros: situado en el paraje de Cuadros, de estructura cilíndrica y mampostería regular. Ejemplo de construcción defensiva del valle y la sierra.
- Palacio del Marqués de Viana: levantado en 1548 por Día Sánchez de Quesada con estructuras y elementos de estilo gótico. Posee un patio cuadrado con pórticos de arcos de medio punto sobre columnas y elementos renacentistas en mármol.

Señalar ademásː
- La iglesia parroquial de la Asunción: construida en el siglo XVI la zona de la cabecera y el crucero son góticas cubiertas con bóvedas estrelladas de terceletes. Las tres naves se separan por columnas dóricas y arcos de medio punto. Posee torre campanario a los pies con dos cuerpos, el inferior cuadrado, octogonal el superior. De sus tres portadas la más antigua es la N de 1570, la sur data de 1620. Su portada principal es de finales del siglo XVII, de estilo barroco, donde se aprecia el escudo de la villa.
- La casa de la Tercia del Pan: del siglo XVI. Actualmente se han hecho reformas y es utilizada como casa rural.
- La iglesia de San José: construida en el siglo XVIII.
- Santuario de Cuadros: situado en el paraje natural de Cuadros, data de 1615, siendo el camarín de la Virgen de principios del siglo XVIII.
- Iglesia Parroquial de Garcíez.
- Iglesia de Santo Domingo: del siglo XVIII.
- Ermita de la Concepción: de fines del XVI, de la que se conserva su portada. Actualmente es una vivienda particular.

## Festividades
- Fiestas patronales en honor de la Virgen de Cuadros: se celebra entre el 22 y el 28 de septiembre. El día 25 los devotos esperan a su patrona en el Peñón de San José, a la entrada del camino que lleva a Cuadros. Desde ese lugar los asistentes acompañan a la Virgen hasta la parroquia de la Asunción donde permanecerá durante un mes. Al llegar el último domingo de octubre los vecinos en romería acompañan a la Virgen hasta la ermita de Cuadros donde permanecerá hasta el siguiente mes de septiembre.
- Ferias de agosto: El Ayuntamiento de Bedmar patrocina y organiza cada año unas fiestas muy populares en la primera quincena del mes de agosto. Ofrecen unos días de actividades culturales, deportivas y de ocio para todas las edades. El momento fuerte es la degustación de una popular pipirrana y la posterior verbena. Estas jornadas festivas, nacieron a comienzos de la década de los 80, de la mano de la antigua Asociación Cultural Aznalmara.
- Fiesta de San José : El 1 de mayo se celebra la fiesta de San José, patrón de Bedmar, este día los hermanos de la hermandad sacan a San José por las calles de la localidad además los hermanos mayores celebran la fiesta.
- Semana Santa: destaca la procesión de la madrugada en la que sacan a la Virgen de los Dolores y a Nuestro Padre Jesús el Nazareno, por su espectacular salida y entrada del templo.
- San Marcos: Los garcileños festejan las fiestas a su patrón San Marcos los días 24 y 25 del mes de abril. Se procesiona al Santo hasta los campos para que los bendiga y traiga agua para las cosechas. En estos días es tradición degustar los guisos de habas secas y el rosco de San Marcos, que se reparte tras la procesión.

## Gastronomía
Después de visitar los pintorescos paisajes que rodean estas localidades y pasear por sus hermosas calles, podemos reponer fuerzas degustando la rica gastronomía local si con suerte encontramos abiertos alguno de sus bares. Es una gastronomía basada en los productos de su huerta junto a los derivados de la matanza del cerdo. Espárragos, alcachofas y habas tiernas son los ingredientes utilizados en la cocina tradicional.
Como platos típicos destacamos:
- Migas de harina, acompañadas de pimientos rojos y verdes, chorizo y tocino.
- Andrajos, condimentados con almejas, boquerones, bacalao, liebre, etc.
- Pisto, a base de fritura de calabacín, pimiento verde y rojo en poca cantidad, berenjena y tomate natural.
- Potaje de garbanzos, alubias, bacalao o cardillos.

Como postres destacan:
Rosco de huevo, torta de aceite y matalauva, flores, blandillas, almendrados, alfajores, torrijas, natillas, arroz con leche…
Todos estos productos preparados con el inmejorable aceite de oliva virgen del municipio.